# Барби: Приключения Русалочки
«Барби: Приключения Русалочки» (англ. Barbie in a Mermaid Tale) — анимационный фэнтезийный фильм 2010 года режиссера Адама Л. Вуда, выпущенный Mattel Entertainment совместно с Rainmaker Entertainment. 9 марта 2010 года он был выпущен на DVD, а 4 апреля 2010 года состоялась его телевизионная премьера на канале Nickelodeon.

## Сюжет
Саммерс — молодая, подающая надежды звезда серфинга в Малибу. Участвуя в соревнованиях, Мерлия теряет концентрацию, когда в ее волосах самопроизвольно появляются розовые пряди, из-за чего она теряет равновесие. Находясь под водой, она обнаруживает, что может дышать под ней, затем к ней приближается говорящий розовый дельфин-афалина по имени Зума. Потрясенная таким поворотом событий, Мерлия рассказывает своему дедушке Брейку о том, что произошло. Брейк объясняет, что мать Мерлии — русалка и её отдали ему на воспитание, потому что она родилась с ногами. Мерлия уходит, не веря своим ушам.
После того, как Мерлия рассказывает историю своим подругам Фэллон и Хэдли, появляется Зума и подтверждает, что Мерлия наполовину русалка. Он объясняет Мерлии, что ее мать — Калисса, предыдущая королева подводного королевства Оушена. Нынешняя королева, Эрис, сестра Калиссы, — злодейка, занявшая трон после того, как Калисса пропала без вести несколько лет назад; Зума надеется, что Мерлия заявит о своих правах по рождению и узурпирует Эрис. Мерлия отказывается и в гневе выбрасывает ожерелье, которое носила с младенчества. На разбитом кулоне виден волшебный образ Калиссы, подтверждающий, что она жива. Мерлия соглашается отправиться в Оушен в надежде, что Калисса сможет вернуть ее к нормальной жизни.
По дороге в Оушен Зума объясняет, что океан слабеет из—за того, что Эрис не умеет плести Мериллию ― волшебное вещество, которое поддерживает океан в тонусе. Мерлия и Зума пробираются в Оушен во время фестиваля Эрис, на котором Эрис раздает Мериллию в обмен на обожание горожан. На самом деле Мериллию прячет Калисса, заключенная в дворцовую темницу.
Русалки Кайла и Ксили маскируют ноги Мерлии фальшивым хвостом. Группа отправляется в гости к Дестини, трем русалкам, обладающим пророческими способностями. Судьбы говорят Мерлии, что для успешного свержения Эрис ей нужно собрать три предмета: Небесный гребень, Рыбу-мечту и защитное ожерелье Эрис. Группа ищет эти предметы, время от времени обращаясь к Фэллон и Хэдли за помощью в исследованиях. Они находят Небесный гребень в подводной пещере и рыбу-мечту в течениях Аденато.
Чтобы заполучить ожерелье Эрис, Мерлия, Кайла и Ксили подходят к ней во время следующего фестиваля Эрис и исполняют песню и танец, чтобы отвлечь ее. Мерлия хватает ожерелье Эрис, но вскоре ей отрывают хвост, обнажая ноги. В ярости Эрис создает водоворот, чтобы изгнать Мерлию в самую глубокую впадину океана. Оказавшись в ловушке внутри водоворота, Мерлия зовет на помощь Рыбу-Мечту. Рыба-мечта предлагает исполнить самое сокровенное желание Мерлии и отправить ее обратно в Малибу, чтобы навсегда стереть с лица земли ее русалочью половину. Мерлиа отвергает это желание и принимает на себя ответственность принцессы Океана, получив настоящий русалочий хвост, с помощью которого она сама выбирается из водоворота. Мерлия раскрывает свою личность жителям Оушены, демонстрируя Небесный гребень в качестве доказательства. Эрис бросается на Мерлию, и после погони Мерлия заманивает Эрис в ловушку в водовороте.
Мерлия находит и освобождает Калиссу. Калисса снова становится королевой и, теперь способная вращать Мериллию в полную силу, возвращает Океане былую славу.

## Дубляж
- Мерлия ― Келли Шеридан[4][5]
- Эрис ― Кэтлин Барр
- Зума ― Табита Сен-Жермен
- Фэллон ― Некия Барриз
- Кайла ― Эмма Пирсон